# Challenger de Montevideo 2022
El torneo Uruguay Open 2022 fue un torneo de tenis perteneció al ATP Challenger Tour 2022 en la categoría Challenger 80. Se trató de la 17.ª edición, el torneo tuvo lugar en la ciudad de Montevideo (Uruguay), desde el 7 hasta el 13 de noviembre de 2022 sobre pista de tierra batida al aire libre.

## Jugadores participantes del cuadro de individuales
| Favorito | País                 | Jugador                 | Rank1 | Posición en el torneo |
| -------- | -------------------- | ----------------------- | ----- | --------------------- |
| 1        | Bandera de Argentina | Federico Coria          | 71    | Baja                  |
| 2        | Bandera de Argentina | Tomás Martín Etcheverry | 83    | FINAL                 |
| 3        | Bandera de Alemania  | Daniel Altmaier         | 91    | Semifinales           |
| 4        | Bandera de Argentina | Facundo Bagnis          | 101   | Cuartos de final      |
| 5        | Bandera de Italia    | Renzo Olivo             | 109   | Primera ronda         |
| 6        | Bandera de Argentina | Camilo Ugo Carabelli    | 123   | Primera ronda         |
| 7        | Bandera de Argentina | Juan Manuel Cerúndolo   | 151   | Segunda ronda, retiro |
| 8        | Bandera de Italia    | Franco Agamenone        | 154   | Semifinales           |

- 1 Se ha tomado en cuenta el ranking del 31 de octubre de 2022.

### Otros participantes
Los siguientes jugadores recibieron una invitación (wild card), por lo tanto ingresan directamente al cuadro principal (WC):
- Franco Roncadelli
- Guido Pella
- Leo Borg

Los siguientes jugadores ingresan al cuadro principal tras disputar el cuadro clasificatorio (Q):
- Jan Choinski
- Moez Echargui
- Max Houkes
- Juan Pablo Paz
- Eduardo Ribeiro
- Federico Zeballos

## Campeones

### Individual Masculino
- Genaro Olivieri derrotó en la final a  Tomás Martín Etcheverry, 6–7(3), 7–6(5), 6–3

### Dobles Masculino
- Karol Drzewiecki /  Piotr Matuszewski derrotaron en la final a  Facundo Díaz Acosta /  Luis David Martínez, 6–4, 6–4